# Willington (Bedfordshire)
Willington é uma aldeia localizada no condado de Bedfordshire, em Inglaterra. Fica a oeste de Moggerhanger.